# Tipula resurgens
Tipula resurgens är en tvåvingeart som beskrevs av Walker 1848. Tipula resurgens ingår i släktet Tipula och familjen storharkrankar. Inga underarter finns listade i Catalogue of Life.